# Hogna bhougavia
Hogna bhougavia este o specie de păianjeni din genul Hogna, familia Lycosidae, descrisă de Roewer, 1960.
Este endemică în Afghanistan. Conform Catalogue of Life specia Hogna bhougavia nu are subspecii cunoscute.